# Philipp Brammer
Philipp Brammer (* 28. August 1969 in Gräfelfing bei München; † 28. Juli 2014 bei Ramsau bei Berchtesgaden) war ein deutscher Schauspieler und Synchronsprecher.

## Leben und Wirken
Philipp Brammer war der Sohn des Schauspieler-Ehepaares Dieter Brammer (unter Gustaf Gründgens am Deutschen Schauspielhaus in Hamburg) und Inge Rassaerts (Reinhardtseminaristin), das mit dem Ensemble „Die Brücke“ von 1960 bis 1974 in 90 Ländern spielte. Seine ältere Schwester ist die Schauspielerin Christiane Brammer.
Bereits mit zehn Jahren startete Brammer, der 1988 das Abitur ablegte, als Synchronsprecher in der Serie Die Bären sind los seine Fernsehkarriere, war dann sogleich die deutsche Stimme von Nils Holgersson (in Deutschland 1981/1982 ausgestrahlt), später übernahm er unter anderem die Synchronisation von Jason Priestley und sprach die Rolle des Andrew Garvey in Unsere kleine Farm. Für die Serie Die Insel der 30 Tode sprach Philipp Brammer die Doppelrolle François/Eric. Er war der Stammsprecher für Giovanni Ribisi. In der ARD-Serie Lindenstraße war er von Januar 2004 (Folge 947) bis Juli 2006 (Folge 1075) als Lehrer Jan Günzel zu sehen.
Auch in zahlreichen Theaterstücken wirkte Philipp Brammer mit, so als Bernhard in Tod eines Handlungsreisenden von Arthur Miller (Tournee, 1996/97), als Paul in Geschwister von Klaus Mann (Theater44, München 1997), als Vinzenz in dem Drama Pfarrhauskomödie von Heinrich Lautensack (Theater44, München 2000), als Mozart in Mozart auf der Reise zu uns (Hildesheim, München 2000/2001), in Isar-Athen von Stefan Kastner (Schwere Reiter, München 2008), als Hans in Die Bergsteiger (Stefan Kastner, Schwere Reiter, München 2009), als Heraklit in Heraklits letzte Tage (Stefan Kastner, Schwere Reiter, München 2011), als Daniel Cohn-Bendit in Germania 1 – Dinkelhofen (Stefan Kastner, Schwere Reiter, München 2012), als Hans Werner Henze in Germania II – Paradiso (Stefan Kastner, Schwere Reiter, München 2014).
Brammer galt seit dem 28. Juli 2014 als vermisst, als er nach einer Bergtour auf den Edelweißlahner nicht zurückkehrte. Am 1. August 2014 fanden ein Team der Bergwacht Bayern und die Polizei Brammers Leichnam im Bereich des Edelweißlahnersteigs. Er war rund 70 Meter in die Tiefe gestürzt. Die Einsatzkräfte stellten zudem den Ausbruch einer rund 50 mal 60 Zentimeter großen Felsplatte fest, der vermutlich der Grund für den Absturz war. Philipp Brammer wurde 44 Jahre alt.
Brammer, der zuletzt in München lebte, hinterließ seine Ehefrau, die Schauspielerin und Drehbuchautorin Dominique Lorenz, und zwei Töchter. Am 8. August 2014 wurde Brammer nach einem Requiem in der St.-Stephans-Kirche in Gräfelfing auf dem Friedhof seines Geburtsortes beigesetzt.

## Filmografie
- 1983: Wagner – Das Leben und Werk Richard Wagners
- 1985: Sprit für Spatzen
- 1993–1998: Derrick (Fernsehserie, 6 Folgen)
- 1994: Die Gerichtsreporterin (Fernsehserie, 1 Folge)
- 1996: Der Bulle von Tölz: Palermo ist nah
- 1998: Der Bulle von Tölz: Tod in der Walpurgisnacht
- 1998–2000: Marienhof (Fernsehserie)
- 2000–2001: Samt und Seide (Fernsehserie)
- 2000: Unser Charly (Fernsehserie, 1 Folge)
- 2002: Forsthaus Falkenau (Fernsehserie, 1 Folge)
- 2003: Küstenwache (Fernsehserie, 1 Folge)
- 2004: Schlosshotel Orth (Fernsehserie, 1 Folge)
- 2004: U 43
- 2004–2006: Lindenstraße (Fernsehserie)
- 2005: Der Fahnder (Fernsehserie, 1 Folge)
- 2005: Merry Christmas
- 2006: Medicopter 117 – Jedes Leben zählt (Fernsehserie, 1 Folgen)
- 2006–2013: SOKO München (Fernsehserie, 2 Folgen)
- 2008: Liesl Karlstadt und Karl Valentin
- 2008–2012: Die Rosenheim-Cops (Fernsehserie, 2 Folgen)
- 2011: Tatort – Ein ganz normaler Fall (TV-Reihe)
- 2012: Obendrüber, da schneit es
- 2013: Aktenzeichen XY … ungelöst (1 Folge)
- 2014: Der Alte (Fernsehserie, 1 Folge)

## Synchronisation (Auswahl)
Kazuya Nakai als Lorenor Zorro
- 2003–2010: One Piece (Animeserie)
- 2010: One Piece – Der Film
- 2011: One Piece – Abenteuer auf der Spiralinsel!
- 2011: One Piece: Jackos Tanz Festival (Kurzfilm)
- 2011: One Piece – Chopper auf der Insel der seltsamen Tiere
- 2011: One Piece: Die Könige des Fußballs (Kurzfilm)
- 2011: One Piece – Das Dead End Rennen
- 2011: One Piece – Der Fluch des heiligen Schwerts
- 2011: One Piece – Baron Omatsuri und die geheimnisvolle Insel
- 2011: One Piece – Schloss Karakuris Metall-Soldaten
- 2012: One Piece – Abenteuer in Alabasta – Die Wüstenprinzessin
- 2012: One Piece: Chopper und das Wunder der Winterkirschblüte
- 2012: One Piece – Strong World
- 2013: One Piece Z

Giovanni Ribisi
- 1998: Alles nur Sex … als Jason
- 2000: The Gift – Die dunkle Gabe … als Buddy Cole
- 2003: The Fan – Schatten des Ruhms … als Gray Evans
- 2003: Lost in Translation … als John
- 2003: Unterwegs nach Cold Mountain … als Junior
- 2004: Eine italienische Hochzeit … als Angelo Donnini
- 2004: Sky Captain and the World of Tomorrow … als Dex Dearborn

Matthew Lillard
- 1996: Scream – Schrei!
- 2002: Scooby-Doo

Ewen Bremner
- 1996: Trainspotting – Neue Helden
- 2003: Welcome to the Jungle … als Declan

Aamir Khan
- 2001: Lagaan – Es war einmal in Indien
- 2007: Taare Zameen Par – Ein Stern auf Erden

David Tennant
- 2005–2010/2013: Doctor Who (Fernsehserie) … als Zehnter Doktor
- 2011: Fright Night

### Filme
- 1983: Der schwarze Hengst kehrt zurück … für Kelly Reno
- 1992: Kevin – Allein in New York … für Devin Ratray als Buzz McCallister
- 1996: Marvins Töchter … für Leonardo DiCaprio
- 1997: Austin Powers – Das Schärfste, was Ihre Majestät zu bieten hat … für Mike Myers
- 2002: Ohne jeden Ausweg … für Scott Wolf
- 2002: Die vier Federn … für Heath Ledger
- 2004: Shaolin Kickers … für Stephen Chow
- 2004: InuYasha – Fire on the Mystic Island … für Takeshi Kusao
- 2005: Final Fantasy VII: Advent Children … für Keiji Fujiwara
- 2005: Hitch – Der Date Doktor … für Kevin Sussman
- 2005: Per Anhalter durch die Galaxis … für Martin Freeman
- 2006: Idiocracy … für Luke Wilson
- 2007: Mein Nachbar Totoro … für Shigesato Itoi
- 2008: Camp Rock … für Daniel Fathers
- 2009: #9 … für John C. Reilly
- 2009: The Box – Du bist das Experiment … für James Marsden
- 2010: Insidious … für Leigh Whannell als Specs
- 2010: Die Legende der Wächter … für Ryan Kwanten
- 2012: Breaking Dawn – Biss zum Ende der Nacht, Teil 2 … für Christian Camargo
- 2014: Der Zufrühkommer … für Alan Tudyk
- 2014: Love, Rosie – Für immer vielleicht … für Christian Cooke als Greg

### Serien
- 1981–1982: Wunderbare Reise des kleinen Nils Holgersson mit den Wildgänsen (Animeserie) … als Nils Holgersson
- 1984–1985: Robin Hood für Peter Llewellyn Williams … als Much
- 1988: Anne mit den roten Haaren (Animeserie) … als Gilbert Blythe
- 1992: Peter Pan (Animeserie) für Noriko Hidaka … als Peter Pan
- 1992–2001: Beverly Hills, 90210 für Jason Priestley … als Brandon Walsh
- 1995–1998: Sailor Moon (Animeserie) … als Ryō Urawa
- 1996: Mega Man (Animeserie) … als Proto Man
- 2004: Shaman King (Animeserie) … als Joco
- 2005: Tru Calling – Schicksal reloaded! für Jason Priestley … als Jack Harper
- 2005–2009: Battlestar Galactica für Alessandro Juliani … als Felix Gaeta
- 2005–2006/2009: Stargate Atlantis für Rainbow Sun Francks … als Lieutenant Aiden Ford
- 2006: Adventure Inc. – Jäger der vergessenen Schätze für Jesse Nilsson … als Gabriel Patterson
- 2006: Ergo Proxy (Animeserie) … als Vincent Law
- 2010–2011: Call Me Fitz für Jason Priestley … als Richard „Fitz“ Fitzpatrick
- 2011: Game of Thrones für Jamie Sives als … Jory Cassel
- 2013: How I Met Your Mother für Michael Trucco als … Nick Podarutti
- 2013–2015: Lilyhammer für Kyrre Hellum … als Geir „Elvis“ Tvedt
- 2013–2014: Once Upon a Time – Es war einmal … für Ethan Embry als Owen Flynn/Greg Mendell

### Computerspiele
- Kingdom Hearts 2 als Axel
- BioShock als Dr. Steinman